# Socha svatého Václava (Bartoušov)
Socha svatého Václava se nalézá na katastru vesnice Bartoušov, místní části obce Jičíněves v okrese Jičín. Socha se nalézá u silnice III. třídy č. 28027 vedoucí do vesnice Keteň nedaleko od křižovatky se silnicí I. třídy č. I/32. Pozdně barokní pískovcová socha neznámého autora z roku 1735 je chráněna jako kulturní památka. Národní památkový ústav tuto sochu uvádí v katalogu památek pod rejstříkovým číslem ÚSKP 28600/6-1458. Socha byla v roce 2013 odborně restaurována.

## Popis
Barokní socha svatého Václava ze světlého pískovce je umístěna na obloukovitém soklu umístěném na dvou polokruhových stupních. Na sokl navazuje volutami zdobený podstavec s reliéfem zobrazujícím zavraždění svatého Václava. Nad reliéfem je uvedeno zlatým písmem vročení sochy 17 / 35. Podstavec je zakončen profilovanou římsou, na kterou navazuje šestiúhelníkový menší soklík, na kterém stojí samotná socha svatého Václava v životní velikosti. Světec je vyobrazen v běžném ikonografickém pojetí, má krátkou suknici, brnění a knížecí čapku. V pravé ruce nese praporec, kterým se opírá o zem a v levé drží štít se svatováclavskou orlicí.

## Galerie

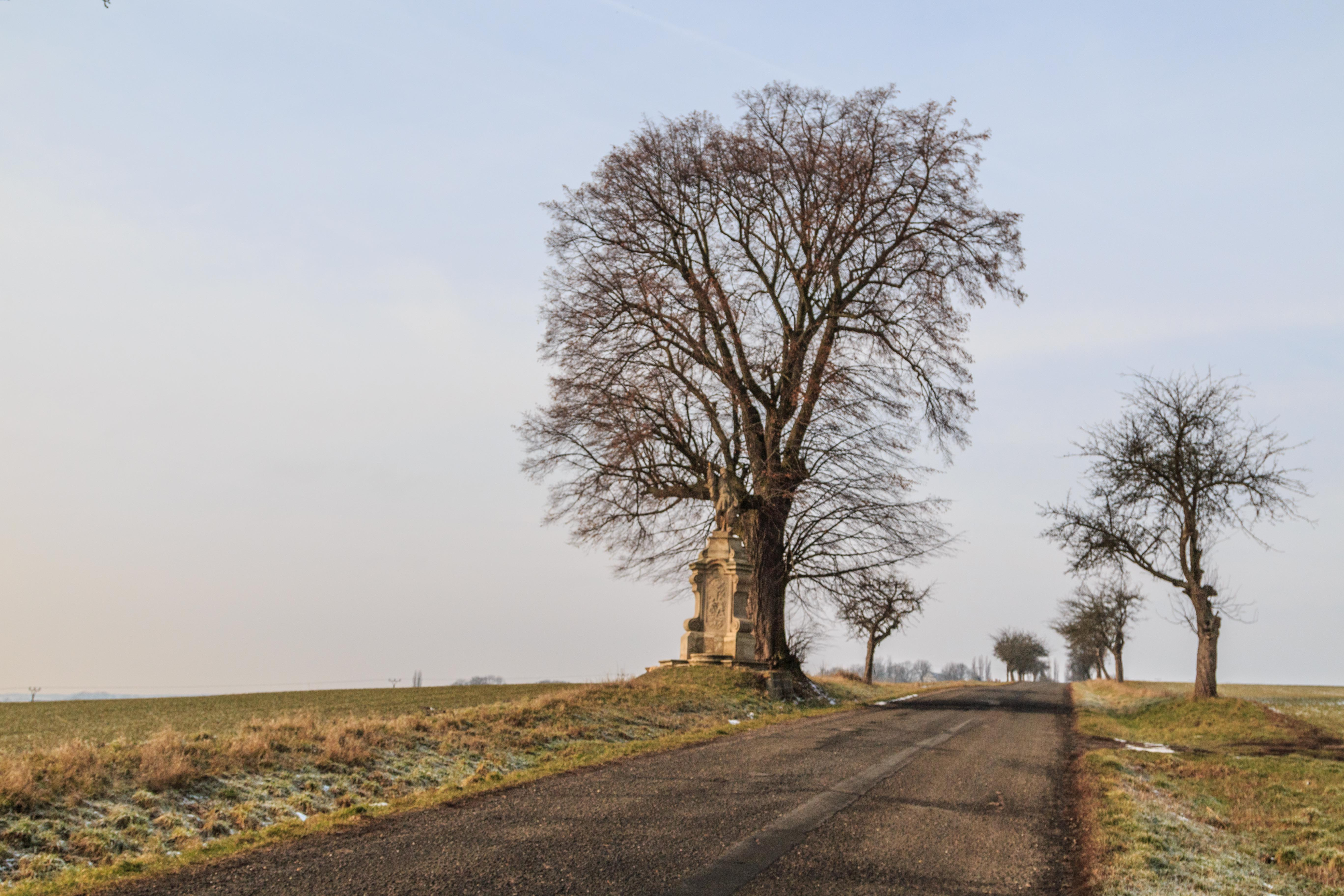
Socha svatého Václava u Bartoušova
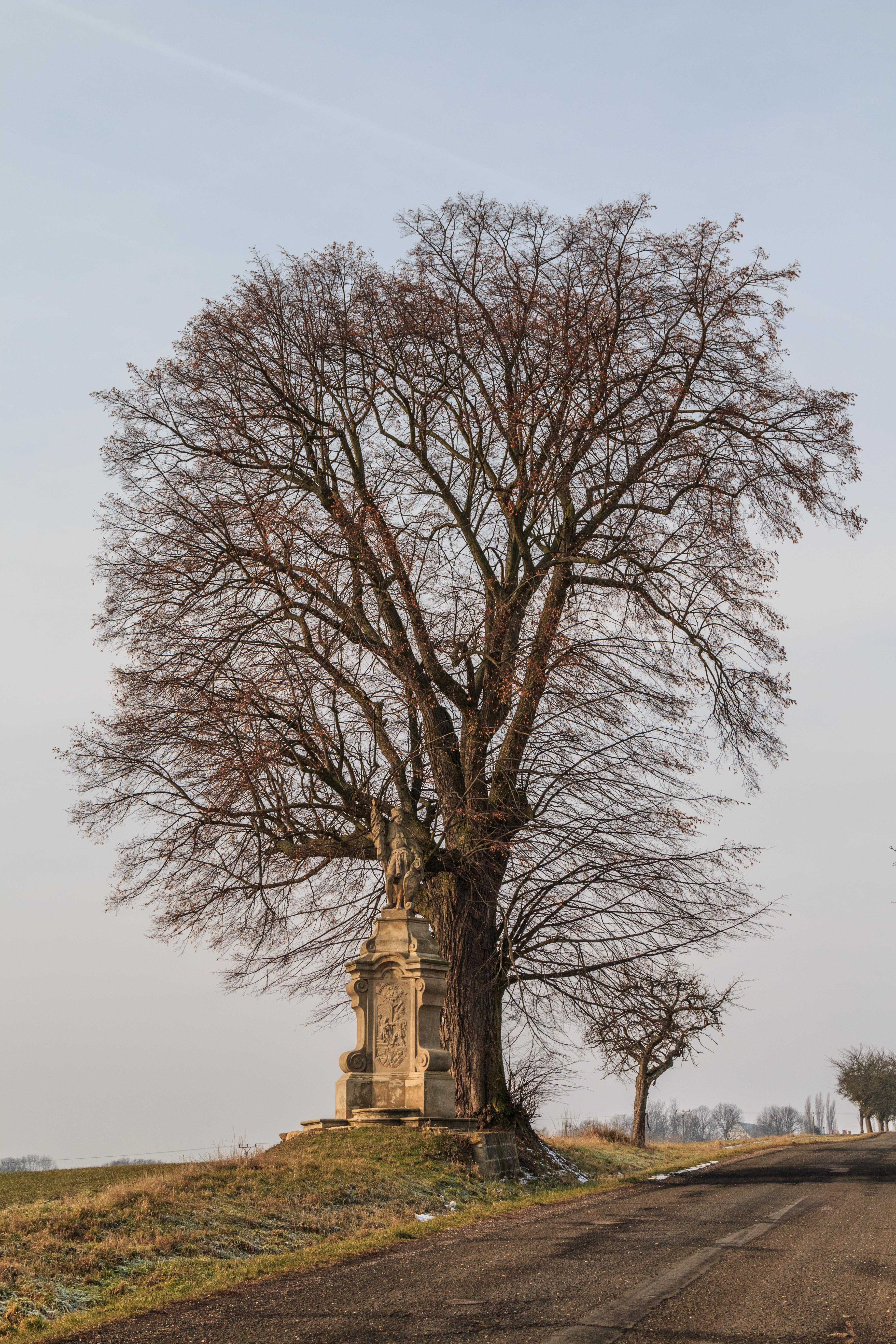
Socha svatého Václava u Bartoušova
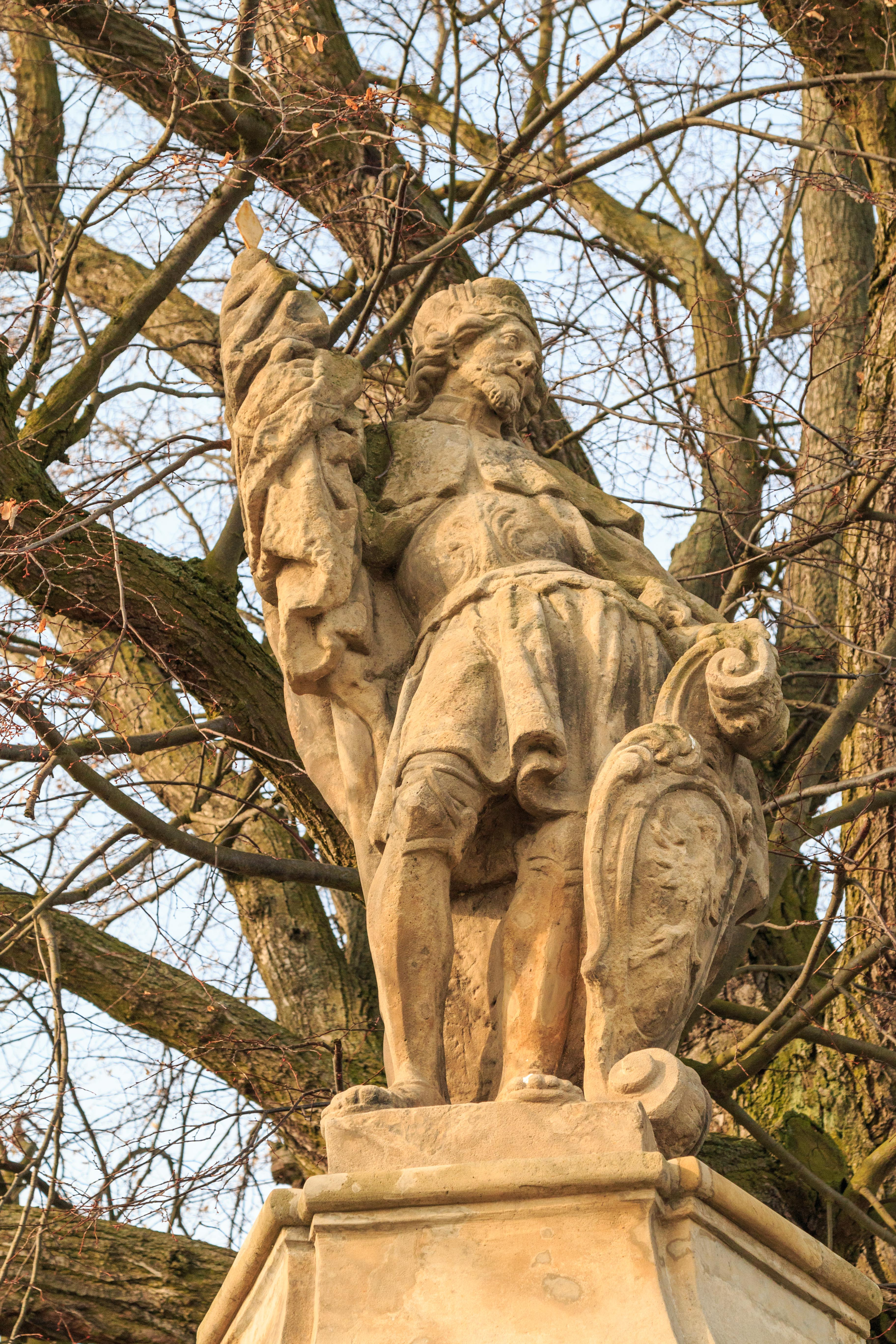
Socha svatého Václava u Bartoušova
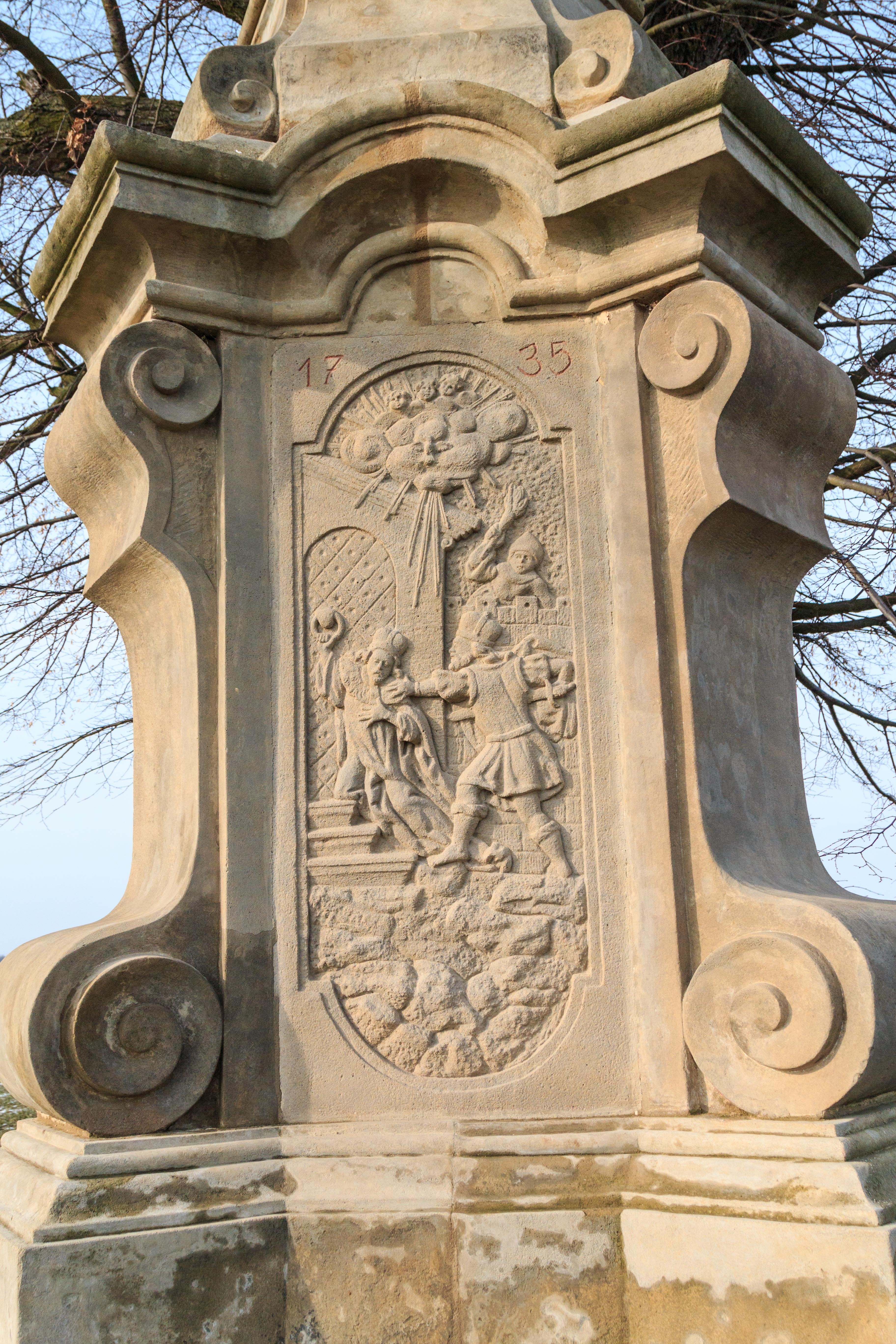
Socha svatého Václava u Bartoušova